# Eiríks saga rauða

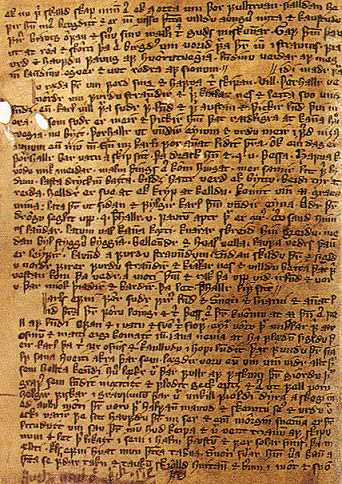
Een blad uit de saga

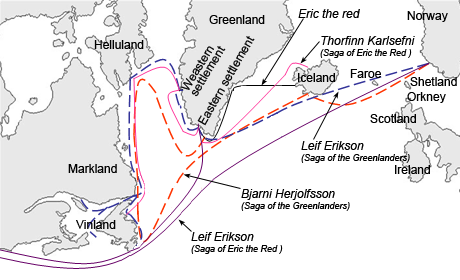
De routes naar Groenland, Vinland, Helluland en Markland, gezeild door verschillende personages uit de Eiríks saga rauða en de Grœnlendinga saga.

De Eiríks saga rauða, letterlijk 'het verhaal van Erik de Rode', is een IJslandse saga. Samen met de Grœnlendinga saga ("Saga van de Groenlanders") is het een van de twee hoofdbronnen die de Noordse ontdekking en (mislukte) kolonisatie van Noord-Amerika beschrijft.
Er zijn vele verschillen tussen beide saga’s, maar er zijn ook veel overeenkomsten te vinden. Veel in de verhalen is waarschijnlijk fictie, maar ze bevatten ongetwijfeld ook historische waarheid. Van de beide saga's was aanvankelijk het verhaal van Erik de Rode dat als het oudste en meest betrouwbare verhaal werd beschouwd, maar heden ten dage zijn historici toch meer geneigd om het verhaal van de Groenlanders te zien als de saga die het dichtst bij de werkelijkheid staat.

## Proloog
De saga begint met de komst van Aud de Diepzinnige naar IJsland (dat uitvoeriger in de Laxdæla saga en de Eyrbyggja saga beschreven wordt). Aud had meerdere slaven bij zich waarvan ze een aantal bij aankomst op IJsland vrij liet en land schonk. Een van die slaven was Vifil, die een zoon Thorbjorn had.

## De kolonisatie van Groenland

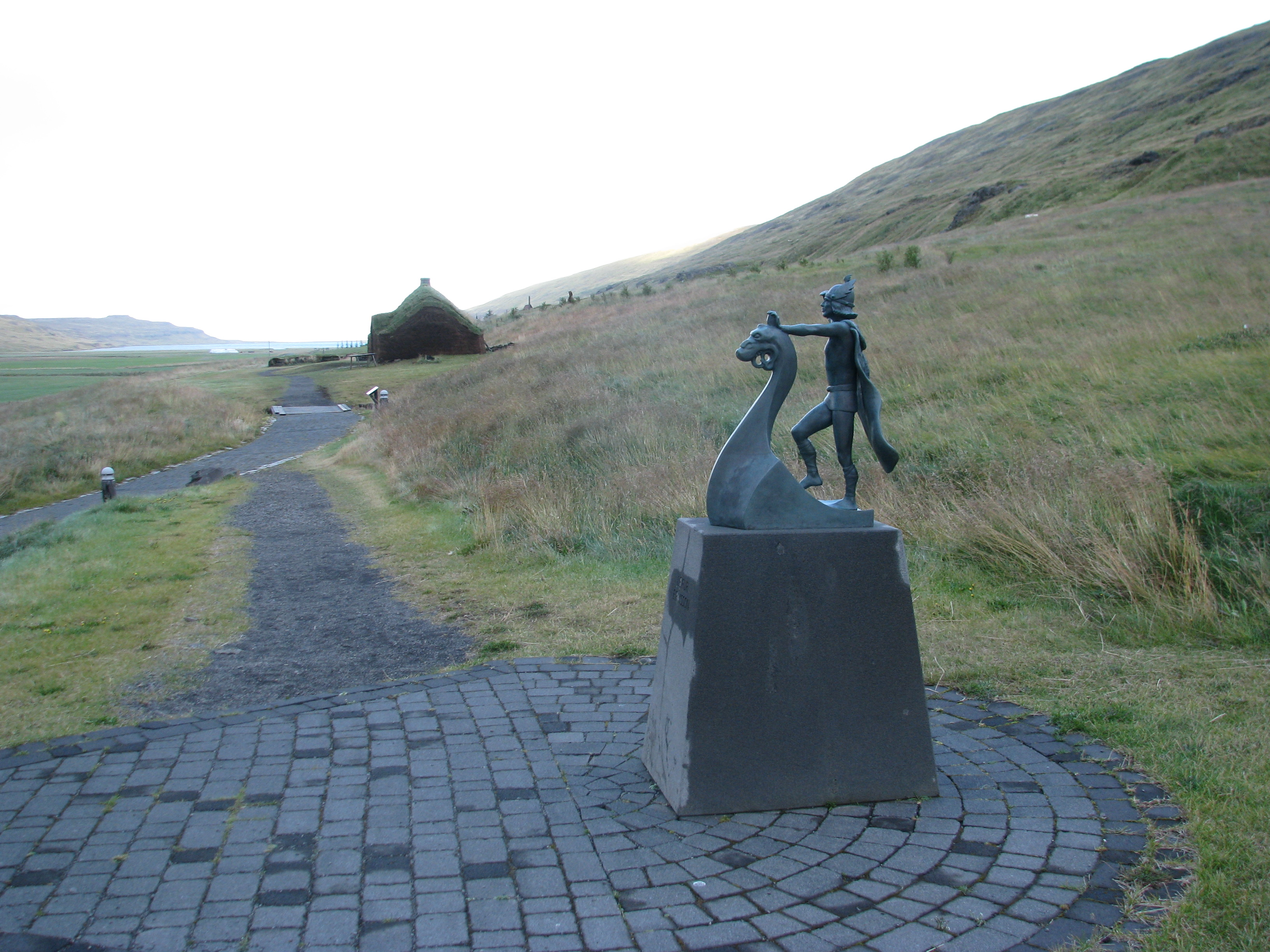
Standbeeld van Leifur Eriksson met op de achtergrond Eiríksstaðir.

Erik de Rode (Oudnoords: Eiríkr rauði) woonde met zijn vader in Noorwegen en ze vertrokken naar IJsland “vanwege een paar moorden”. Ze namen land bij Hornstrandir in de Westfjorden in bezit. Nadat zijn vader was overleden trouwde Erik met Thjodhild (Oudnoords: Þjóðhildr) die bij Vatn in het Haukadalur woonde, niet ver van het huidige Búðardalur. Zij kregen van haar stiefvader een stukje land toegewezen niet ver daarvandaan, en ze verhuisden naar Eiríksstaðir aan het Haukadalsvatn. Waarschijnlijk kregen Erik en zijn vrouw hier twee kinderen: Leifur en Thorssteinn. Zijn andere twee kinderen Thorvaldur en Freyðís zijn waarschijnlijk van een andere vrouw. Nadat hij vieze-Eyjolf van de aan de andere kant van het meer gelegen boerderij Saurstaðir had vermoord, werd hij voor Haukadalurdistrict vogelvrij verklaard. Dat hield in dat iedereen hem in dat gebied mocht doden zonder voor represailles bang te hoeven zijn. Hij verhuisde naar Öxney, een eilandje op de grens van de Hvammsfjörður en de Breiðafjörður. Daar kreeg hij opnieuw ruzie met zijn buren, en bij het nabijgelegen Drangar op het vasteland van Snæfellsnes vermoordde hij wederom een aantal mannen. Hoewel hij meerdere medestanders had, werd hij op het þing van Þórsnes bij het huidige Stykkishólmur vogelvrij verklaard. Erik vond het toen raadzaam om IJsland te verlaten en besloot naar Gunnbjarnarsker (Gunnbjorns klippen) te varen, een land dat Gunnbjorn Ulfsson ergens in het Westen had gezien toen hij op zee verdwaald was. Erik vertrok vanuit Snæfellsnes naar zee en kwam bij Gunnbjarnarsker ergens aan land. Na drie jaar kwam hij terug naar IJsland om over zijn ontdekkingen te vertellen. Het jaar daarop vertrok hij definitief naar Gunnbjarnarsker, dat hij ondertussen Groenland (Oudnoords: Grœnland) had genoemd, omdat hij dacht dat land waarschijnlijk anderen aan zou trekken als het een gunstige naam had.

## De komst van Thorbjorn
Thornbjorn Vifilsson trouwde met een zekere Hallveig. Hun dochter was de aantrekkelijke Guðrid, en volgens de saga was zij een vrouw met wie men rekening diende te houden. Guðrid is vlak bij Hellnar geboren en niet ver daarvandaan staat nu een bord met informatie over haar reizen. Thorbjorn besloot na een paar jaar om zijn vriend Erik de Rode na te reizen, en met 30 man stak hij van wal. Het weer op zee sloeg echter om en ze werden door stormen overvallen waardoor de reis gedurende de zomer nauwelijks vorderde. Bijna de helft van zijn gevolg kwam wegens ziekte op zee om. Hun boot maakte water en na vele moeilijkheden kwamen ze eindelijk bij Groenland aan.
Eenmaal aangekomen hadden ze een moeilijke tijd. Ze leden honger, de jacht viel ernstig tegen en sommige jagers zagen ze nooit meer terug. Men besloot daarop de hulp van een zieneres in te roepen, om erachter te komen, waarom de tijden zo moeilijk waren. In de saga wordt het ritueel vrij detaillistisch beschreven en nadat het ritueel voltrokken is voorspelde de zieneres nog de toekomst van Guðrid. Zoals de zieneres had gezegd werden de omstandigheden snel beter en in de lente zeilde Thornbjorn naar Erik die zijn boerderij Brattahlíð had genoemd (dat bij het huidige Narsarsuaq in zuidwest Groenland ligt).

## De ontdekking van Amerika
Erik en zijn vrouw Thjodhild hadden twee zoons: Thorstein (Oudnoords: Þorsteinn) en Leif (Oudnoords: Leifr) (verder op in de saga staat dat hij nog een derde zoon en een buitenechtelijke dochter had). Leif was op weg naar het hof van koning Olaf Tryggvason in Noorwegen gegaan. Hij dreef echter naar het zuiden af, en kwam bij de Hebriden aan land. Daar werd hij verliefd op Thorgunna, een vrouw van goede afkomst. Toen Leif wilde vertrekken wilde Thorgunna met hem mee, maar Leif wilde een vrouw met zo’n hoge status liever niet mee naar Groenland nemen. Zij en Leif hadden een zoon Thorgils. Vervolgens staat er in de saga: Volgens sommigen ging deze Thorgils naar IJsland vóór de geestverschijningen bij Fróðá in de zomer. Deze gebeurtenissen bij Fróðá worden in detail in de Eyrbyggja saga beschreven en het is niet duidelijk, waarom deze gebeurtenis zo expliciet in de saga van Erik de Rode is opgenomen.
Leif vertrekt en komt bij koning Olaf Tryggvason aan waar hij enige tijd verblijft. De koning verzoekt Leif om Groenland tot het christendom te bekeren. Leif steekt van wal (waarschijnlijk vlak voor de slag bij Svolder) en drijft vervolgens geruime tijd op zee rond. Op gegeven moment ziet hij land dat hij niet verwacht had. Velden met granen en druiven groeiden daar, en bomen die zij als esdoorns herkenden. Leif nam van alles monsters en stak weer in zee. Op weg naar Groenland redde hij een aantal drenkelingen en eenmaal op Groenland aangekomen verkondigde hij het christendom. Leif werd daarna Leif de Gelukkige genoemd.
Leif heeft volgens deze saga dus een nieuw land ontdekt, maar volgens de Grœnlendinga saga was niet Leif de ontdekker van het nieuwe land, maar een zekere Bjarni Herjolfsson, die in deze saga helemaal niet genoemd wordt. Bjarni is echter nooit aan land geweest, waardoor Leif dus nog steeds de eerste Europeaan is geweest die vaste voet op Amerikaanse bodem heeft gezet.

## Thorsteins poging
Leifs vader Erik wilde niets van het nieuwe geloof horen, maar zijn moeder werd bekeerd, bouwde een kerk en weigerde verder met Erik te slapen, zeer tot zijn ongenoegen. Ondertussen werd Leifs ontdekte land onderwerp van gesprek. Vooral zijn broer Thorstein wilde het nieuwe land gaan bezoeken. Ze vroegen Erik om als leider mee te gaan. Aanvankelijk had hij daar geen zin in, maar hij liet zich overhalen. Op de ochtend dat hij op weg zou gaan, verstopte hij eerst een kistje met zilver en goud. Toen hij even later op zijn paard zat viel hij eraf, brak een paar ribben en verwondde zijn schouder. Erik zei, dat dit zijn straf was voor het verstoppen van het geld.
Erik en zijn mannen zeilden uit en dreven geruime tijd doelloos op zee rond. Ze zagen IJsland in de verte liggen en dreven weer af. Uiteindelijk kwamen ze in de herfst weer bij Groenland aan. Het land van Leif hadden ze niet gezien.
In de herfst trouwden Thorstein Eriksson en Guðrid met elkaar in Brattahlíð. Ze verhuisden naar Thorsteins boerderij, waarvan hij het eigendom deelde met een andere Thorstein die met Sigrid was getrouwd. Het volgende jaar sloeg een ernstige ziekte toe. Meerdere personen stierven en ook Thorstein Eriksson en Sigrid werden ziek. Op een avond wilde Sigrid naar buiten lopen en zag in de deuropening allen die reeds gestorven waren staan, inclusief Thorstein Eriksson en zichzelf. De volgende morgen was zij overleden. Toen haar echtgenoot aan het vissen was werd hij met spoed naar huis geroepen omdat Sigrid wilde opstaan. Daarop pakte Thorstein een bijl en dreef die in haar borst. Thorstein Eriksson stierf bij zonsondergang en Thorstein bleef die nacht bij beide lichamen waken. Vroeg in de nacht stond Thorstein Eriksson plotseling op en wilde Guðrid spreken. Thorstein sprak langdurig met haar, over het christelijke geloof, over de begrafenissen van de reeds overledenen en hij voorspelde Guðrid haar toekomst alvorens hij voor de tweede keer heen ging. Guðrid keerde naar Brattahlíð terug.

## De reis van Karlsefni
Op een zomer kwam Thorfinn Karlsefni, een IJslandse handelaar met goede reputatie, samen met Snorri Thorbrandson en een gevolg van 40 man aangezeild. In de herfst kwamen daar Bjarni Grimolfsson en Thorhall Gamlason met ook 40 man vanuit IJsland bij. Erik nodigde allen bij hem thuis uit, en die winter trouwden Karlsefni en Guðrid met elkaar.
Het plan rees om een expeditie naar Vinland uit te rusten. (Hier valt de naam Vinland voor het eerst in de saga, zonder dat aangegeven wordt wat daar precies mee bedoeld werd. Men bedoelde het land dat Leif had bezocht.) Karlsefni en Snorri maakten zich gereed om te gaan, en Bjarni en Thorhall wilden ook mee. Ook Thorvard, die met de Eriks buitenechtelijke dochter Freydís (Oudnoords: Freydís) was getrouwd, ging mee samen met Eriks derde zoon Thorvald (Oudnoords: Þorvaldr). Thorhall de Jager, een man die eigenlijk niemand mocht, maar Eriks vertrouwen genoot, ging ook mee. Uiteindelijk vertrokken er drie schepen met in totaal 140 man.
Na een aantal dagen zagen ze land, en na het land bezocht te hebben noemden ze het Helluland (Platte stenen land). Na twee dagen zeilen zagen ze opnieuw land, ditmaal bebost en met vele dieren. Op een eiland voor de kust zagen ze een beer, en noemden het daarom Bjarney (Beer-eiland). Het vasteland noemden ze Markland (Bosland). Na twee dagen varen zagen ze opnieuw land met vele schiereilanden die in zee staken. Ze zeilden verder met het land aan stuurboordzijde. Het land was wild, met een lange kust en zandvlakten. Ze roeiden aan land en vonden de kiel van een schip. Daarom noemden ze dit punt Kjalarnes (Kielpunt). Het strand noemden ze Furdurstrandir (Wonderlijke stranden). Men ging aan land en stuurde twee onderzoekers op pad die na drie dagen terugkeerden met druiven en graan. Ze staken weer van wal totdat ze een fjord zagen die landinwaarts liep en noemden het Straumsfjord. Ze zeilden de fjord binnen en gingen aan land.
De eerste winter viel hun zwaar en ze hadden weinig te eten. Nadat ze hun ontberingen hadden overwonnen hielden ze beraad over de toekomst. Thorhall (Gamlason of De Jager is niet geheel duidelijk) wilde langs Furdurstrandir en om Kjalarnes heen in noordelijke richting naar Vinland zoeken en Karlsefni wilde naar het zuiden gaan. Thorhall vertrok met slechts 9 man, kwam in stormen terecht en spoelde uiteindelijk bij Ierland aan land waar ze gevangen werden genomen. Thorhall stierf daar.
Karlsefni zeilde met Snorri en Bjarni en de rest van de mannen geruime tijd naar het zuiden, totdat ze bij een rivier kwamen die vanuit een meer komende in zee stroomde. Ze konden alleen maar bij hoog tij de rivier op naar het meer varen. Het land noemden ze Hóp (Tij-poel), en in de omgeving vonden ze granen en druiven. Na een paar weken zagen ze negen met huid bedekte boten met mensen erin. Ze kwamen aan land, bekeken enige tijd met verwondering naar elkaar en vertrokken toen weer. Een paar dagen later kwamen ze in groten getale terug en beide groepen gingen handel met elkaar drijven. Karlsefni en Snorri verboden hun mannen om wapens te ruilen.
Op zekere dag kwam er een enorme vloot aangevaren. Een groot gevecht begon en Karlsefni en zijn mannen werden langzaam maar zeker opgejaagd. Freydís begon de mannen uit te schelden, pakte het zwaard van een omgekomen man op en bereidde zich op haar verdediging tegen de aanvallers voor. Ze ontblootte een van haar borsten en kletste ermee tegen het zwaard, waarop de inlanders er in paniek vandoor gingen.
Men realiseerde zich dat het land hun weliswaar veel te bieden had, maar dat ze aan constant gevaar voor hernieuwde aanvallen bloot stonden. Daarop besloten ze naar Straumsfjord terug te keren. Op dit moment zegt de saga: Sommigen zeggen dat Bjarni en Guðrid met honderd man daar achter waren gebleven en niet verder waren gegaan, en dat het Karlsefni en Snorri was die met veertig man het zuiden zijn gegaan, niet meer dan twee maanden bij Hop verbleven, en in dezelfde zomer terugkeerden. Karlsefni ging naar het noorden op zoek naar Torhall, en op deze reis schoot een eenbenigeman (waarschijnlijk een inlander) Thorvald Eriksson met een pijl dood. De eenbenige ging ervandoor en liet zich niet vangen.
Men bracht de derde winter in Straumsfjord door. Karlsefni’s zoon Snorri was daar in de eerste herfst geboren en was drie jaar oud toen ze vertrokken, schrijft de saga. Snorri is daarmee waarschijnlijk de eerste Europeaan die in Amerika is geboren. Op de terugweg vingen ze nog twee inlandse kinderen die ze mee naar Groenland namen.

## Bjarni Grimolfsson
Toen Bjarni met zijn boot weer in de Groenlandse wateren voer, raakte zijn boot met scheepswormen geïnfecteerd waardoor hij niet meer zeewaardig was. Ze hadden een klein bootje bij zich dat tegen deze wormen bestand was, maar dat slechts de helft van de opvarenden kon bevatten. Het lot bepaalde wie in het bootje kon, en wie in het geïnfecteerde schip achter moest blijven. Bjarni's lot bepaalde dat hij naar het kleine bootje mocht overstappen. Hij ruilde echter van plaats met een jonge man, en stapte terug naar zijn schip. Men zegt dat Bjarni vervolgens op zee omkwam, samen met de rest van de opvarenden. Het kleine bootje bereikte met degenen erin land, en zo kon dit verhaal verteld worden, aldus de saga.

## Het eind
De volgende zomer reisden Karlefni en Guðrid terug naar IJsland. Van hun zonen Snorri en Thorbjorn stammen drie IJslandse bisschoppen af. (Guðrid maakte later een voettocht naar Rome en vestigde zich daarna als non bij Glaumbær, een boerderij tussen Sauðárkrókur en Varmahlíð in, nu een openluchtmuseum. In die tijd was zij IJslands meest bereisde vrouw).

## Nederlandse vertalingen
- De saga van Eirik de Rode, in Verhalen uit de Vikingtijd, vert. Marcel Otten, 2006. ISBN 9026319096
- De saga van Eirik de Rode, in De saga van Eirik de Rode en andere IJslandse saga's, vert. Paula Vermeyden, 1980. ISBN 9029014032